# Боровский-Бродский, Александр Давидович
Алекса́ндр Дави́дович Боровский-Бро́дский (род. 10 августа 1960, Киев) — советский и российский сценограф

 и театральный художник. Заслуженный художник Российской Федерации (2004), академик Российской академии художеств (2024). Лауреат Государственной премии Российской Федерации (2004).

## Биография
Родился в Киеве в семье известного советского художника-сценографа Давида Боровского, в чьей мастерской в 16 лет и начал свою профессиональную деятельность.
В 1983 год окончил постановочный факультет Школы-студии МХАТ. С 1986 года — главный художник Московского театра п/р Олега Табакова, главный художник Творческого Центра имени В. Э. Мейерхольда с 2000 года, Студии театрального искусства — c 2005 года. Также является главным художником Малого драматического театра — Театра Европы и сотрудничает с 2001 года с МХТ им. А. П. Чехова.

## Спектакли

### Московский театр п/р Олега Табакова
- 1987 — «Билокси-Блюз» Н. Саймона, постановка Олега Табакова
- 1988  — «Кастручча» А. Володина, постановка Михаил Макеев
- 1990 — «Матросская тишина» А. Галича, постановка Олега Табакова
- 1990 — «Страсти по Бумбарашу» А. Гайдара, постановка Владимира Машкова
- 1994 — «Смертельный номер» О. Антонова, постановка Владимира Машкова
- 1997 — «Сублимация любви» А. де Бенедетти, постановка Александра Марина
- 1998 — «Любовь как милитаризм» П. Гладилина, постановка Евгения Каменьковича
- 1998 — «Еще Ван Гог» по композиции Валерия Фокина, постановка Валерия Фокина
- 1999 — «Отец» А. Стриндберга, постановка Артака Григоряна
- 2000 — «На дне» М. Горького, постановка Адольфа Шапиро
- 2000 — «Любовные письма» А. Гурнея, постановка Евгения Каменьковича
- 2002 — «От четверга до четверга» А. де Бенедетти, постановка Олега Табакова
- 2003 — «Солдатики» В. Жеребцова, постановка Д. Петруня
- 2005 — «Потомок» В. Жеребцова, постановка Олега Табакова
- 2005 — «Болеро» П. Когоута, постановка Владимира Петрова;

### Московский театр на Малой Бронной
- 1997 — «Пять вечеров» А. Володина, постановка Сергея Женовача
- 1998 — «Ночь перед рождеством» Н. Гоголя, постановка Сергея Женовача;

### Малый театр
- 2000 — «Горе от ума» А. Грибоедова, постановка Сергея Женовача
- 2002 — «Правда хорошо, а счастье лучше» А. Островского, постановка Сергея Женовача
- 2005 — «Мнимый больной» Мольера, постановка Сергея Женовача
- 2008 — «Долгий день уходит в ночь» Юджина О’Нила, постановка Льва Додина;

### Современник
- 1992 — «Смерть и дева» А. Дорфмана, постановка Галины Волчек
- 1993 — «Титул» А. Галина, постановка Галины Волчек
- 2004 — «Шинель» Н. Гоголя, постановка Валерия Фокина
- 2010 — «С наступающим…» Р. Овчинникова, постановка Родиона Овчинникова;

### МХТ им. А. П. Чехова
- 2001 — «№ 13» Р. Куни, постановка Владимира Машкова
- 2001 — «Ю» О. О. Мухиной, постановка Евгения Каменьковича
- 2002 — «Ретро» А. Галина, постановка Андрея Мягкова
- 2002 — «Тот, кто получает пощечины» Л. Андреева, постановка Райя-Синикки Ранталы
- 2003 — «Копенгаген» М. Фрейна, постановка Миндаугаса Карбаускиса
- 2004 — «Лунное чудовище» Р. Калиноски, постановка Александра Григоряна
- 2004 — «Белая гвардия» М. Булгакова, постановка Сергея Женовача;

### Александринский театр
- 2002 — «Ревизор» Н. Гоголя, постановка Валерия Фокина
- 2005 — «Двойник» по Ф. Достоевскому, постановка Валерия Фокина
- 2006 — «Живой труп» Л. Толстого, постановка Валерия Фокина
- 2008 — «Женитьба» Н. Гоголя, постановка Валерия Фокина
- 2009 — «Ксения. История любви» В. Леванова, постановка Валерия Фокина
- 2010 — «Гамлет» У. Шекспира, постановка Валерия Фокина
- 2012 — «Литургия ZERO» по Ф. Достоевскому, постановка Валерия Фокина

### Большой театр
- 2005 — «Война и мир» С. Прокофьева, постановка Ивана Поповски
- 2015 — «Пиковая дама» П. Чайковского, постановка Льва Додина
- 2015 — «Иоланта» П. Чайковского, постановка Сергея Женовача

### Студия театрального искусства
- 2006 — «Захудалый род» по Н. Лескову, постановка Сергея Женовача
- 2007 — «Игроки» Н. Гоголя, постановка Сергея Женовача
- 2008 — «Битва жизни» по Ч. Диккенсу, постановка Сергея Женовача
- 2009 — «Река Потудань» А. Платонова, постановка Сергея Женовача
- 2009 — «Три года» А. Чехова, постановка Сергея Женовача
- 2010 — «Записные книжки» по А. Чехову, постановка Сергея Женовача
- 2011 — «Брат Иван Фёдорович» по Ф. Достоевскому, постановка Сергея Женовача
- 2012 — «Москва — Петушки» В. Ерофеева, постановка Сергея Женовача
- 2014 — «Записки покойника» М. Булгакова, постановка Сергея Женовача
- 2015 — «Самоубийца» Н. Эрдмана, постановка Сергея Женовача
- 2016 — «Кира Георгиевна» В. Некрасова, постановка Сергея Женовача;
- 2017 — «Мастер и Маргарита» М. Булгакова, постановка Сергея Женовача

### Малый драматический театр
- 2007 — «Бесплодные усилия любви» У. Шекспира, постановка Льва Додина
- 2008 — «Долгое путешествие в ночь» Ю. О’Нила, постановка Льва Додина
- 2009 — «Прекрасное воскресенье для разбитого сердца» Т. Уильямс, постановка Льва Додина
- 2010 — «Три сестры» А. Чехова, постановка Льва Додина
- 2011 — «Портрет с дождем» А. Володина, постановка Льва Додина
- 2012 — «Коварство и любовь» Ф. Шиллера, постановка Льва Додина
- 2013 — «Враг народа» Г. Ибсена, постановка Льва Додина
- 2013 — «Он в Аргентине» Л. Петрушевской, постановка Льва Додина;
- 2014 — «Вишнёвый сад» А. Чехова, постановка Льва Додина
- 2016 — «Гамлет» У. Шекспира, постановка Льва Додина
- 2017 — «Страх любовь отчаянье» Б. Брехта, постановка Льва Додина
- 2021 — «Чайка» А. Чехова, постановка Льва Додина

## Призы, награды, звания
- 1995 — лауреат премии «Хрустальная Турандот» за сценографию спектакля «Смертельный номер»
- 2003 — лауреат премии «Золотой софит» за сценографию спектакля «Ревизор»
- 2004 — Заслуженный художник Российской Федерации — за заслуги в области искусства[4]
- 2004 — лауреат премии «Золотая маска» за сценографию спектакля «Ревизор»[5]
- 2004 — лауреат Государственной премии за сценографию спектакля «Ревизор»
- 2004 — лауреат Государственной премии за сценографию спектакля «Правда — хорошо, а счастье лучше»
- 2004 — лауреат театральной премии «Чайка» за сценографию спектакля «Белая гвардия»
- 2006 — лауреат премии «Золотая маска» за сценографию спектакля «Шинель»[6]
- 2009 — лауреат премии «Золотая маска» за сценографию спектакля «Женитьба»[7]
- 2012 — Орден Почёта — за большие заслуги в развитии отечественной культуры и изобразительного искусства, многолетнюю творческую деятельность[8]
- 2014 — лауреат премии «Золотая маска» за сценографию спектакля «Коварство и любовь»[9]
- 2014 — Премия Правительства Российской Федерации в области культуры[10]
- 2023 — лауреат премии «Хрустальная Турандот» за сценографию спектакля «Лабарданс» (Студия театрального искусства)[4].